# Alfredo Espino
Edgardo Alfredo Espino Najarro (Ahuachapán; 8 de enero de 1900-San Salvador; 24 de mayo de 1928), conocido como Alfredo Espino, fue un poeta salvadoreño. 

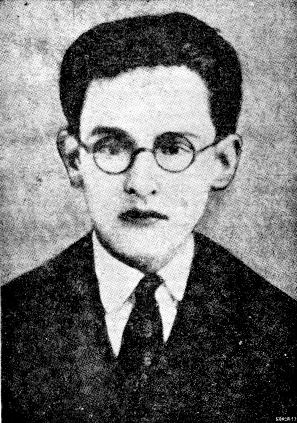
Llamado por unos “el poeta niño”, Alfredo Espino es reconocido por poetizar la realidad salvadoreña y sus paisajes. Su obra fue conocida hasta su temprana muerte en 1928 bajo el libro “Jícaras Tristes”. A pesar de que existen dudas sobre su muerte, de si fue suicidio o no, Alfredo Espino aún es gran referente de la poesía de inicios del en El Salvador.

## Biografía
Edgardo Alfredo Espino Najarro nació en el Departamento de Ahuachapán, zona occidental de El Salvador, el 8 de enero de 1900
. Fue el segundo de los ocho hijos de la educadora Enriqueta Najarro y Alfonso Espino, ambos profesores y poetas, creció en un hogar que respiraba poesía y amor al arte. 
Sus obras más importantes fueron:
1-El nido, 2-Ascensión, 3-Un rancho y un lucero, 4-Árbol de fuego, 5-Los ojos de los bueyes.
En 1920 ingresó a la Universidad de El Salvador, inscribiéndose en la Facultad de Jurisprudencia. Durante su estancia en la Ciudad Universitaria, fue parte de tantas actividades dentro de la misma, incluso de manifestaciones hechas por estudiantes para evitar el alza de los precios de pasaje en tranvía.
 

Además, Alfredo Espino publicó  colaboraciones literarias en las revistas Lumen, Opinión estudiantil y en los periódicos La Prensa y Diario de El Salvador. 

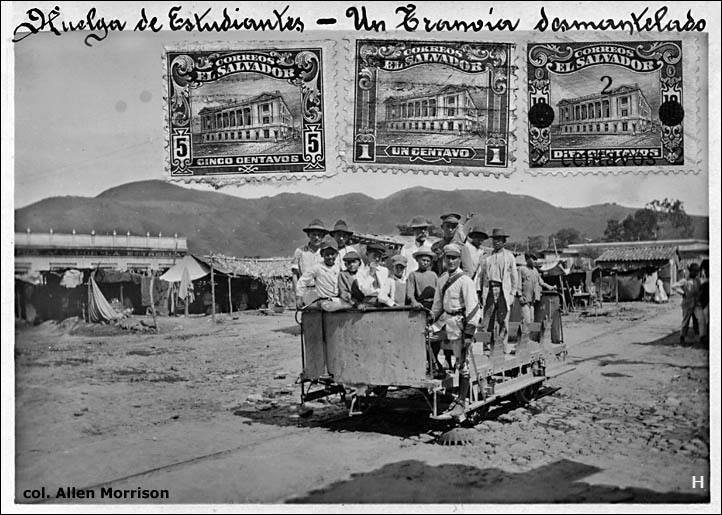
Huelga de estudiantes, cual participa; Alfredo Espino. (1920)

Los últimos años de su vida se volvieron muy adversos; la negativa de sus padres para consentir su casamiento con ciertas jóvenes lo condujo a constantes desequilibrios emocionales y amorosos. Para mitigarlos, se entregó a largos ratos de bohemia, en bares y burdeles de la capital del país.
Fue durante una de estas crisis alcohólicas que él mismo puso fin a su vida, en la madrugada del 24 de mayo de 1928 en la ciudad de San Salvador.
Sepultado primero en el Cementerio General capitalino —donde los discursos de estilo corrieron a cargo del doctor y escritor Julio Enrique Ávila y los entonces bachilleres Manuel F. Chavarría y Rafael Vásquez—, desde hace unos años los restos de Espino fueron trasladados a la Cripta de los Poetas, en el camposanto privado Jardines del Recuerdo, al sur de la ciudad de San Salvador. 
Su único libro, Jícaras tristes, una recopilación de 96 poemas —publicado póstumamente en 1936 en los talleres gráficos Cisneros, con la colaboración de varios amigos y prologada con un texto esclarecedor de Alberto Masferrer—, es considerado como un poemario nacional por sus contemporáneos; su autor es de los más leídos y comentados, pero no estudiado o analizado en su expresión.
Tiene una poética delicada; buscó plasmar su terruño con una visión lírica; la que presentó con un estilo sencillo, fácil de captar, por lo tanto, sin complicaciones formales; escribió sonetos, romances y versos libres. Su poesía ha sido descrita como parte del desarrollo salvadoreño decostumbrismo.
El autor es ampliamente leído y comentado en El Salvador, pero no suele ser estudiado ni analizado en su expresión poética. Espino asume el problema histórico nacional del choque de estratos sociales mirando a través de los colores, sabores y perfumes de la tierra y la cultura del país en el momento en que escribió sus poemas. Su libro de poemas tiene un tono poético y delicado con una visión lírica; presentado/exhibido con un estilo simple que es fácil de entender y sentir, por lo tanto, sin complicaciones formales. Escribió sonetos, romances y versos libres. Su trabajo es muy juvenil y, por esa razón, puede parecer que carece de una visión creativa, según algunos críticos. Los críticos están equivocados en tal opinión, por supuesto, al menos desde el punto de vista salvadoreño. La poesía de Espino es más descriptiva y visual en su contenido que cualquier otra poesía de poetas salvadoreños, tal vez con la única excepción de Salarrué. Una nota interesante sobre la poesía de Espino es que no vivió para ver su poesía publicada. 

## Obras
- Espino, Alfredo (2001) [1932, póstumo]. Jícaras tristes (13.ª edición). San Salvador: UCA Editores. ISBN 8-484-05042-4.